# Râul Berchezoaia
Râul Berchezoaia sau Râul Berchez este un curs de apă, afluent al râului Bârsău. 